# The Hamiltons
The Hamiltons is een Amerikaanse horrorfilm uit 2006, geschreven en geregisseerd door the Butcher Brothers (Mitchell Altieri en Phil Flores). In 2012 verscheen er een opvolger getiteld The Thompsons.

## Verhaal
Na de dood van zijn ouders zorgt David Hamilton voor zijn jongere broers en zus. De tweeling Darlene en Wendell hebben een incestueuze band. De jongste, Francis, houdt zich afzijdig en maakt met een camera een reportage over de familie voor een schoolproject.
De familieleden moorden en drinken het bloed van de slachtoffers. Als Francis gevoelens krijgt voor een van de slachtoffers, komt hij voor de keuze: het meisje redden of toegeven aan de aard van zijn vampierenfamilie. Omdat de tweeling ook een schoolvriendin heeft vermoord, verhuist de familie Hamilton halsoverkop en stelt zich bij de nieuwe buren voor als de familie Thompson.

## Rolverdeling
- Cory Knauf : Francis Hamilton
- Samuel Child : David Hamilton
- Joseph McKelheer : Wendell Hamilton
- Mackenzie Firgens : Darlene Hamilton
- Rebekah Hoyle : Samantha Teal
- Brittany Daniel : Dani Cummings
- Al Liner : Paul Glenn
- Jena Hunt : Kitty Davies
- Tara Glass : Jenna Smith
- Larry Laverty : Larry Davies
- Joe Egender : Allen Davies
- Nicholas Fanella : Lenny Hamilton
- Jackie Honea : Mme Hamilton
- John Krause : Mr Hamilton
- Nathan Parker : Hot Pants